# Foton-M1
Foton-M1 era una missione senza equipaggio utilizzante il satellite Russo Foton-M con carico utile fornito dall'Agenzia Spaziale Europea e lanciata dal razzo sovietico Soyuz-U, la missione fallì durante il lancio. Il carico utile consisteva in 44 esperimenti preparati da l'Agenzia Spaziale Europea, dalla Fluidpac, dalla Biopan, dalla Telescience Support Unit e da altri. La missione consisteva in 15 giorni di esperimenti in orbita terrestre con il rientro in Kazakistan.
Il lancio si svolse dal cosmodromo di Plesetsk il 15 ottobre 2002 alle 18:20. Il lancio del razzo fallì per colpa di uno dei cinque motori che non si accese e che quindi rese instabile il razzo. Circa quindici secondi dopo il lancio il razzo precipitò sulla rampa di lancio esplodendo. L'esplosione uccise il soldato ventenne Ivan Marchenko che stava guardando il lancio tramite un'ampia vetrata in un edificio a un chilometro dalla rampa di lancio. Altri otto soldati riportarono ferite e sei furono ricoverati in ospedale. I frammenti incandescenti del razzo finirono anche nella foresta vicina e provocarono un incendio e la stessa rampa di lancio subì danni strutturali per via dell'esplosione. Il razzo e il carico utile andarono completamente distrutti.